# Карпоспори
Карпоспори (від гр.karpós — плід і sporá — посів, сім'я) — спори, що утворюються із заплідненої яйцеклітини в червоних водоростей і дають початок новій рослині. 
Представляють собою голі, позбавлені джгутиків клітини, нерухомі чи злегка помітні амебоїдні рухи. Перед початком проростання карпоспори вкриваються оболонкою.
Утворення карпоспор може відбуватися трьома основними шляхами, які обумовлюють три основні плани будови карпоспорофіта:
- У найпростішому випадку зигота одразу починає ділитися, утворюючи карпоспори безпосередньо у карпогоні. В цьому варіанті карпоспорофіт дуже простий і представлений карпогоном з карпоспорами.
- При складнішому варіанті від карпогону відростають диплоїдні нитки із зиготичними ядрами — гонімобластами. далі клітини таких гонімобластів перетворюються на карпоспори. Тут покоління карпоспорофіта представляють карпогон, гонімобласти та карпоспори.
- Третій варіант найскладніший: карпогон із заплідненою яйцеклітиною зливається з ауксилярною клітиною і утворює гетерокаріотичну (різноядерну) клітину злиття. Остання містить одне або кілька власних гаплоїдних «гаметофітних» ядер та диплоїдне зиготичне ядро, що потрапило у клітину злиття із заплідненого карпогону. Диплоїдне ядро кілька разів мітотично ділиться, дочірні ядра мігрують у периферичні випини клітини злиття. Кожний випин відокремлюється перегородкою і пропростає в гонімобласт, клітини якого перетворюються на карпоспори. В цьому варіанті карпоспорофіт складається з карпогону, клітини злиття, ауксилярних клітин, гонімобластів та карпоспор[2].